# Зе Повинью

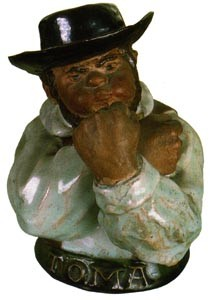
Керамическая фигурка Зе Повинью из Калдаш-да-Раинья

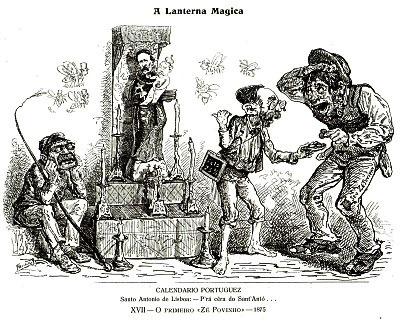
Первая карикатура с участием Зе Повинью (1875).

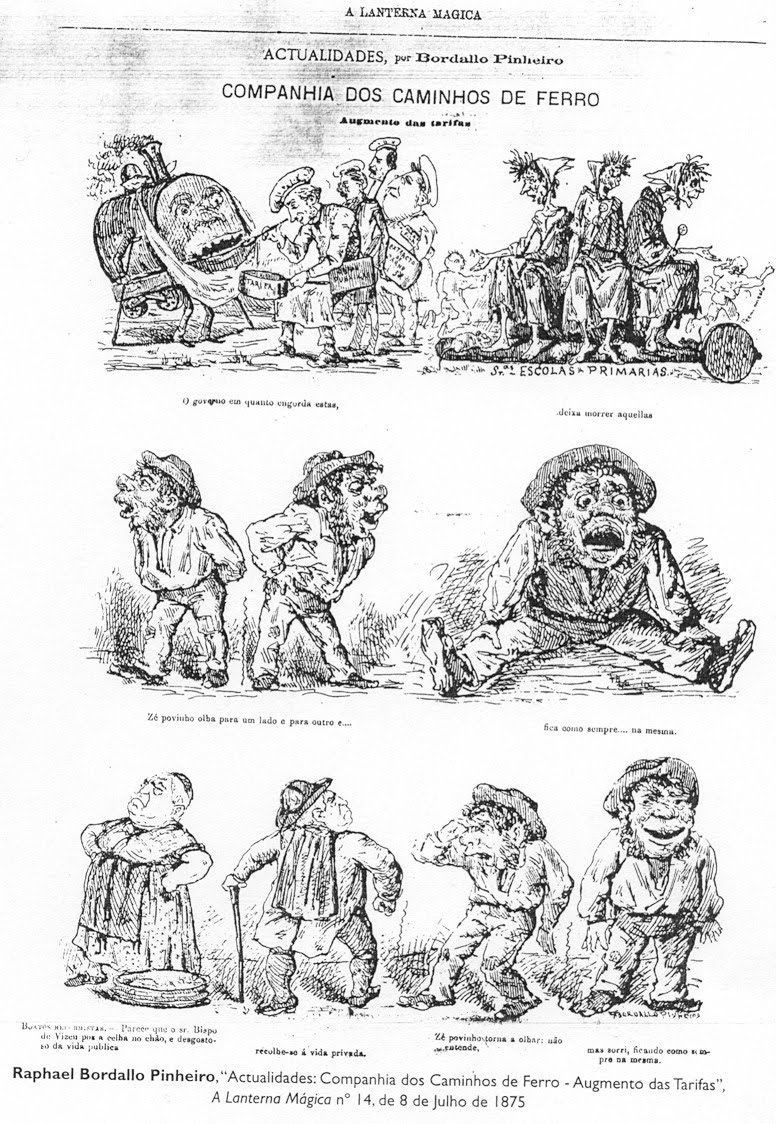
Карикатура, посвященная повышению цен на железных дорогах

Зе Повинью (порт. Zé Povinho) — сатирический персонаж, созданный португальским художником Рафаэля Бордалу Пиньейру и позднее ставший персонифицированным образом португальского народа. Изображается в виде коренастого бородатого мужчины в крестьянской одежде, который зачастую сгибает руку в неприличном жесте (gesto do manguito).

## Происхождение
Впервые этот персонаж появился 12 июня 1875 года в 5-м выпуске журнала «Волшебная лампа», в карикатуре, посвящённой налогам. Он появлялся и в последующих выпусках и вскоре получил своё имя — Зе (сокращённо от имени Жозе) Повинью (образовано от португальского слова «Povo» — народ), то есть «Жозе из народа». Характерным для него является общий изумлённый вид и рот, широко открытый от удивления, когда Зе Повинью сталкивается с коррупцией, несправедливостью или произволом властей. Однако, несмотря на это, он смиряется с этими явлениями и, несмотря на возмущение, ничего не делает для того, чтобы изменить ситуацию. Сам автор в выпуске от 8 июля 1875 года охарактеризовал его поведение следующим образом: «Смотрит в одну сторону и в другую… и, как всегда, остаётся на месте». Тем не менее дерзкий и оскорбительный жест его руки, направленный в адрес власти, также является важной особенностью персонажа.
С конца XIX века с ростом известности персонажа на керамической фабрике в Калдаш-да-Раинья началось производство фигурок Зе Повинью, что, в свою очередь, привело к дальнейшему увеличению его популярности.